# Beletristika
Beletristika obuhvaća različite oblike zabavne ili estetske književnosti, kao što su primjerice romani, pripovijetke ili kratke priče. 
Proizlazi iz segmenta tržišta knjiga belles letteresa. Područje je nastalo u 17. stoljeću između tržišta znanstvene literature (Lettres, u pravom smislu riječi publikacije) i tržišta jeftinih, uglavnom vrlo jednostavno oblikovanih knjiga za "obične ljude".

## Razvoj
Nakon prijelaza u 18. stoljeće beletristika je uključivala širok raspon žanrova fikcija za čitatelje koji su bili manje zainteresirani za stručno učenje nego za publikacije na tadašnji francuski način, koje su se tada čitale u cijeloj Europi. 
Svojedobno kao i u današnje vrijeme su politički memoari, romani, časopisi, poezija, klasičari iz antičkog doba u suvremenim prijevodima najtraženiji.